# Markgrafschaft Westligurien
Die Markgrafschaft Westligurien (Marca Liguria Occidentale ) war eine politische Einheit in Norditalien ab der Mitte des 10. Jahrhunderts. Ein anderer Namen für dieses Gebiet ist Marca Aleramica („Aleramische Mark“) nach dem ersten Markgrafen Aleram, Graf von Vercelli. Sie umfasste einen schmalen Landstreifen von Vercelli im Norden über Montferrat bis hinunter nach Savona, das als Zentrum der Grafschaft angesehen wurde.
Im Jahr 950 wurde Berengar von Ivrea König von Italien. Zu Beginn des darauf folgenden Jahres schloss er die Reorganisation der militärischen Strukturen südlich des Po ab, die sein Vorgänger Hugo I mit dem Ziel begonnen hatte, gegen Angriffe der Sarazenen vom Meer her besser gerüstet zu sein. Dabei bildete er drei neue Territorien, für die er mit Getreuen der ersten Stunde Markgrafen ernannte:
- Die Marca Liguriae Orientalis (Ostligurien), die er Oberto von Luni gab, dem Stammvater der langobardischen Obertenghi und nach ihm auch Marca Obertengha genannt wurde,
- Die Marca Liguriae Occidentalis (Westliguren), die sich im Westen anschloss, und die er Aleram gab, dem Stammvater der fränkischstämmigen Aleramiden, sowie
- Die Marca di Torino, die noch weiter westlich lag, und die er Arduin Glaber, Graf von Auriate, gab, dem Oberhaupt der fränkischstämmigen Arduine; diese Markgrafschaft trug nach ihm auch den Namen Marca Arduinica.

Das Gebiet nördlich des Po (mit Ausnahme des Gebiets um Vercelli) blieb als verkleinerte Markgrafschaft Ivrea (oder Marca Anscarica – nach einem anderen Namen für das jetzt regierende Haus Burgund-Ivrea) bestehen.
Der Markgrafentitel wurde bald von allen Mitgliedern der Familie Alerams getragen, die Markgrafschaft selbst war jedoch nicht von dauerhaftem Bestand. Der Familie blieb vor allem die Mitte der Markgrafschaft erhalten, das Montferrat, das zu einer der bekanntesten Markgrafschaften Italiens werden sollte.
Die Markgrafschaft Saluzzo, die später ebenfalls den Aleramiden gehörte, war nicht Bestandteil der Marca Aleramica, sondern der Markgrafschaft Turin. Hier wurde verstreuter Besitz der Aleramiden mit dem Erbe einer Tochter des Turiner Markgrafen verbunden, aus dem sich dann die selbstständige Markgrafschaft Saluzzo entwickelte, während Turin an das Haus Savoyen ging.